# موتور موسی بامري
موتور موسی بامري (بالإنجليزية: Mowtowr-e Musa Bamri)‏ هي منطقة سكنية تقع في سيستان وبلوتشستان في إيران. يقدر عدد سكانها بـ 18 نسمة .